# Rachicerus steffani
Rachicerus steffani är en tvåvingeart som beskrevs av Akira Nagatomi 1982. Rachicerus steffani ingår i släktet Rachicerus och familjen vedflugor. Inga underarter finns listade i Catalogue of Life.